# The Hague Open 2013
Il The Hague Open 2013 è stato un torneo di tennis facente parte della categoria ATP Challenger Tour nell'ambito dell'ATP Challenger Tour 2013. È stata la 21ª edizione del torneo che si è giocata a Scheveningen in Paesi Bassi dall'8 al 14 luglio 2013 su campi in terra rossa e aveva un montepremi di €42,000+H.

## Partecipanti singolare

### Teste di serie
| Nazionalità | Giocatore            | Ranking* | Testa di serie |
| ----------- | -------------------- | -------- | -------------- |
| Paesi Bassi | Robin Haase          | 58       | 1              |
| Rep. Ceca   | Jiří Veselý          | 103      | 2              |
| Francia     | Marc Gicquel         | 131      | 3              |
| Ucraina     | Oleksandr Nedovjesov | 142      | 4              |
| Cile        | Paul Capdeville      | 148      | 5              |
| Germania    | Björn Phau           | 150      | 6              |
| Germania    | Simon Greul          | 157      | 7              |
| Francia     | Florent Serra        | 160      | 8              |

- Ranking al 24 giugno 2013.

### Altri partecipanti
Giocatori che hanno ricevuto una wild card:
- Stephan Fransen
- Mark de Jong
- Thomas Schoorel
- Nick Van der Meer

Giocatori che sono passati dalle qualificazioni:
- Colin Ebelthite
- Lorenzo Giustino
- Andis Juška
- Thiago Monteiro

Giocatori che hanno ricevuto un entry come special exempt:
- Miljan Zekić

## Vincitori

### Singolare
Jesse Huta Galung ha battuto in finale  Robin Haase con il punteggio di 6–3, 6(2)–7, 6–4.

### Doppio
Antal van der Duim /  Boy Westerhof hanno battuto in finale  Gero Kretschmer /  Alexander Satschko con il punteggio di 6–3, 6–3.